# 泰勒斯維爾 (加利福尼亞州)
泰勒斯維爾（英語：Taylorsville）是位於美國加利福尼亞州普盧默斯縣的一個人口普查指定地區。

## 地理
泰勒斯維爾的座標為40°04′25″N 121°20′17″W / 40.07361°N 121.33806°W，而該地最高點為海拔高度1081米（即3547英尺）。

## 人口
根據2010年美國人口普查的數據，泰勒斯維爾的面積為8.412平方千米，均為陸地。當地共有人口140人，而人口密度為每平方千米16人。